# Поцелуй в щёку

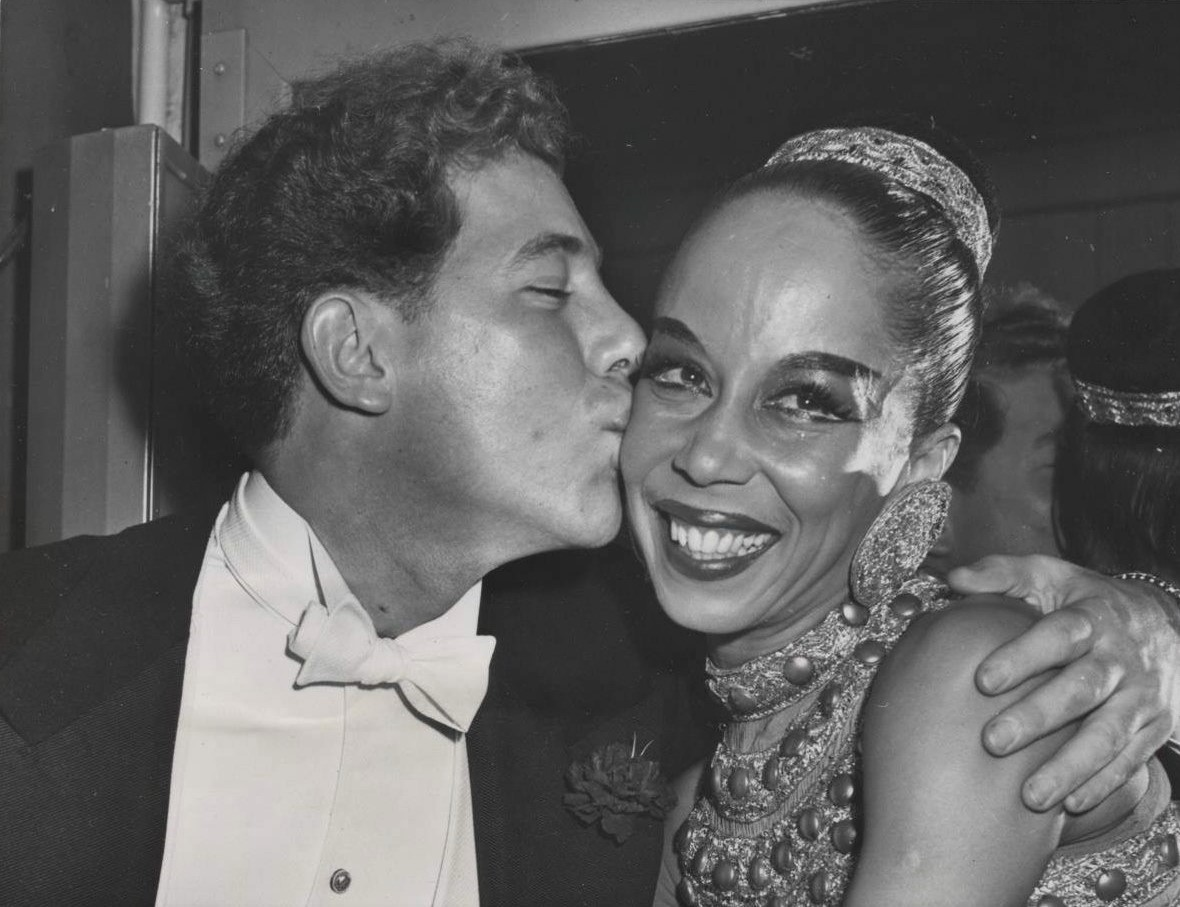
Поцелуй в щёку как знак дружбы

Поцелу́й в щёку — акт выказывания тёплых чувств к другому человеку при помощи физического контакта губ к щеке. Зачастую поцелуй в щёку может означать знак дружбы или привязанности, поэтому поцелуй в щёку следует воспринимать очень осторожно и строго контекстно.

### Южная Европа

Премьер-министр Италии Джорджия Мелони целует в щеку лидера румынского AUR Джорджа Симиона в Брюсселе, 2025 г.

## В разных регионах

### Африка
Поцелуи в щёку распространены в странах Сомалийского полуострова: Джибути, Эритрее, Эфиопии и Сомали, а также в арабских странах. На юге Сахары они, наоборот, довольно редки. В ЮАР в щёку целуются в основном друзья мужского и женского полов, а остальные в качестве приветствия используют рукопожатия или объятия.

### Океания
В Австралии и Новой Зеландии поцелуи в щёку используются для приветствий между близкими друзьями, однако рукопожатия и объятия более распространены. Новозеландский народ маори также использует традиционное приветствие хонги.